# Combat Medical Badge
Le Combat Medical Badge (insigne médical de combat) est une distinction de l'armée américaine créée en janvier 1945. Tout membre du service médical de l'armée, au grade de colonel ou à un grade inférieur, qui est affecté ou rattaché à une unité d'armes de combat terrestre de la taille d'une brigade ou d'une taille inférieure et qui fournit un soutien médical pendant toute période au cours de laquelle l'unité a été engagée dans un combat terrestre, peut prétendre à l'insigne médical de combat. Selon le critère d'attribution, l'individu doit effectuer des tâches médicales tout en étant simultanément engagé par l'ennemi; le respect strict de cette exigence et son interprétation (par exemple, tirs de mortier éloignés ou tirs directs d'armes légères) varient d'une unité à l'autre. 
Depuis le 3 juin 2005, les médecins des forces spéciales ne peuvent plus être récompensés, mais peuvent désormais recevoir le Combat Infantryman Badge. Une révision a permis aux médecins de l'aviation d'être éligibles pour le Combat Infantryman Badge. L'équivalent en termes de compétences hors combat est l'Expert Field Medical Badge (insigne d'expert en médecine de terrain).

## Apparence
L'insigne médical de combat mesure un pouce (25,4 mm) de haut et un pouce et demi (38,1 mm) de large.

## Historique
L'insigne médical de combat est rétroactif au 6 décembre 1941. La décoration originale était considérée comme une décoration unique, mais cette directive a été annulée en 1951, ce qui a permis de décerner plusieurs fois l'insigne médical de combat, indiqué par des étoiles entourant la décoration. Selon le régiment du département médical de l'armée américaine, à ce jour, seuls deux soldats ont obtenu l'insigne médical de combat avec deux étoiles. La directive a de nouveau été modifiée en 1969 pour préciser qu'une seule attribution de l'insigne médical de combat est autorisée pour le service au cours de l'ère du conflit du Viêt Nam, qui comprend le service au Viêt Nam et au Laos, en République dominicaine et en Corée du Sud (après le 4 janvier 1969). La réglementation actuelle a élargi cette période de qualification pour inclure le service au Salvador, à la Grenade, au Panama, en Asie du Sud-Ouest et en Somalie, et a ajouté une période de qualification supplémentaire (l'ère de la guerre mondiale contre le terrorisme) couvrant le service en Irak et en Afghanistan.
En 1947, une politique a été mise en œuvre pour autoriser l'attribution rétroactive de l'étoile de bronze aux soldats qui avaient reçu l'insigne médical de combat au cours de la Seconde Guerre mondiale. La raison en était que l'insigne médical de combat n'était décerné qu'aux soldats qui avaient accompli des tâches de combat correspondant à la médaille de l'étoile de bronze et que les deux récompenses nécessitaient une recommandation du commandant et une citation dans les ordres.
L'attribution du CMB est autorisée pour les périodes de qualification suivantes,:
Époque de la Seconde Guerre mondiale
1. Seconde Guerre mondiale (du 7 décembre 1941 au 3 septembre 1945).
Époque de la guerre de Corée
2. La guerre de Corée (27 juin 1950 au 27 juillet 1953).
Époque de la guerre du Viêt Nam
3. Conflit de la République du Viêt Nam (du 2 mars 1961 au 28 mars 1973), combiné avec le service de qualification au Laos (du 19 avril 1961 au 6 octobre 1962).
4. République dominicaine (du 28 avril 1965 au 1er septembre 1966).
5. Corée sur la DMZ (du 4 janvier 1969 au 31 mars 1994).
6. Salvador (1er janvier 1981 au 1er février 1992).
7. Grenade (du 23 octobre au 21 novembre 1983).
8. Zone de sécurité commune, Panmunjom, Corée (23 novembre 1984).
9. Panama (20 décembre 1989 - 31 janvier 1990).
10. Conflit de l'Asie du Sud-Ouest (17 janvier - 11 avril 1991).
11. Somalie (du 5 juin 1992 au 31 mars 1994).
L'ère de la guerre mondiale contre le terrorisme
12. Afghanistan (opérations Enduring Freedom - Afghanistan et Freedom's Sentinel, du 5 décembre 2001 au 30 août 2021).
13. Irak (opérations Iraqi Freedom et New Dawn, du 19 mars 2003 au 31 décembre 2011).
La première femme médecin à recevoir le CMB a été la spécialiste Erica Marie Galo à Fallujah, en Irak, en décembre 2003. (Cette information est sujet à caution. Suivant les sources, la première femme à avoir reçu le CMB est le soldat de première classe Claudia Kannel, de la Task Force 2-3 Field Artillery, le 15 octobre 2003 à Bagdad, en Irak. La 1re division blindée et la Task Force Iron ont demandé une modification des règlements concernant l'attribution de la CMB en septembre, et celle-ci a été approuvée en octobre après approbation par le G1 du département de l'armée. Mais c'est possible que la première femme médecin à recevoir la CMB était un soldat de la 3e division d'infanterie en août 2003). 
En 2005, les règles d'éligibilité ont été modifiées pour permettre à tout soldat du département médical d'une brigade ou d'une unité inférieure d'être éligible, à condition qu'il soit engagé dans un combat terrestre réel et qu'il ait effectué des tâches médicales. Cela inclut désormais les soldats affectés à des unités d'aviation. En outre, en 2008, les IED/VBIED peuvent désormais être considérés comme un contact direct avec l'ennemi.
Depuis juin 2011, l'insigne et son équivalent cousu peuvent être portés sur l'uniforme de combat de l'armée (Army Combat Uniform - ACU).

## Source
- (en) Cet article est partiellement ou en totalité issu de l’article de Wikipédia en anglais intitulé « Combat Medical Badge » (voir la liste des auteurs).